# 喜劇 駅前弁天

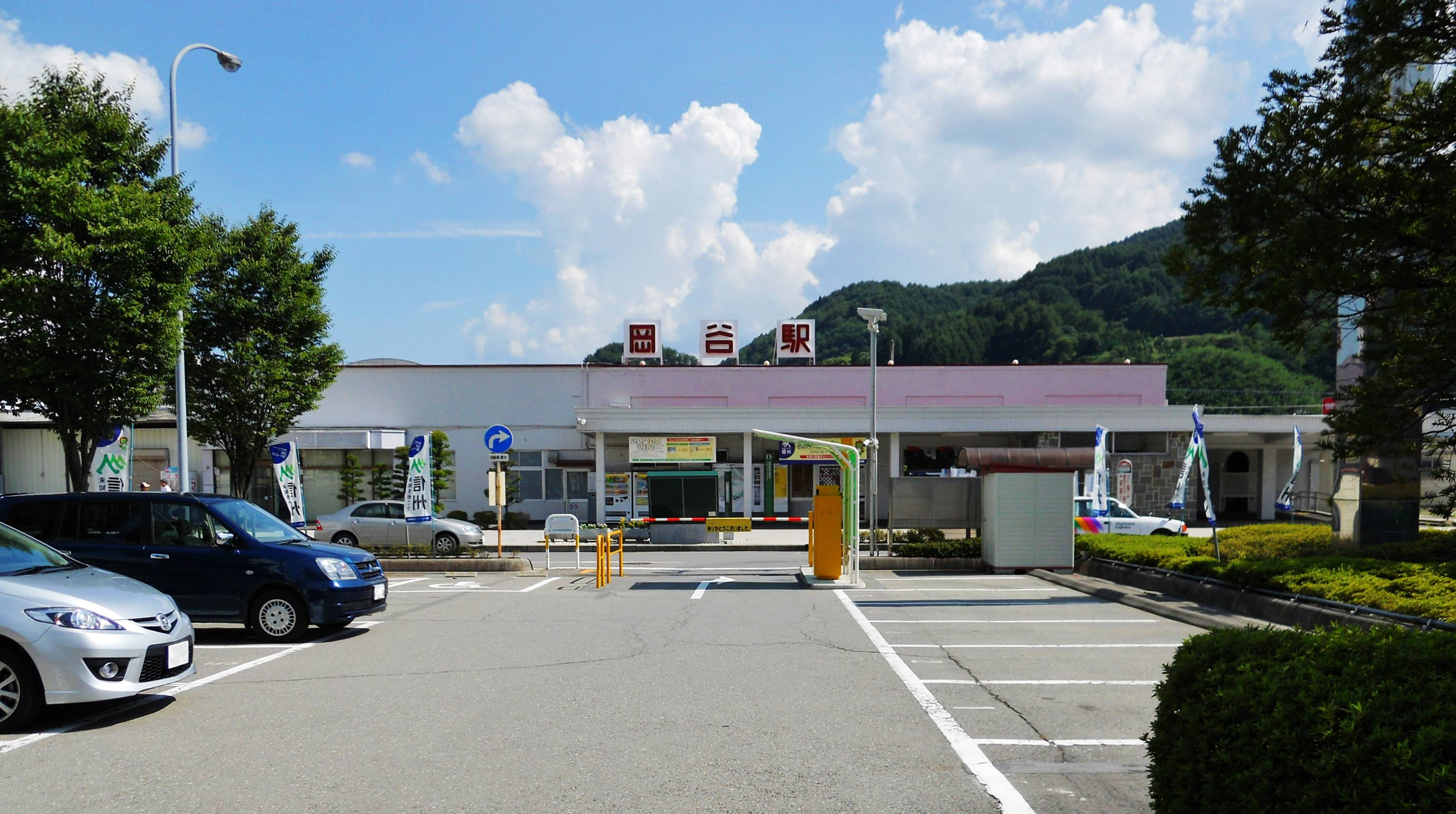
岡谷駅の駅舎。画像は、2015年10月から行われた駅舎改修工事前の撮影写真。

『喜劇 駅前弁天』（きげき えきまえべんてん）は、1966年1月15日に東宝系で公開された日本映画。東京映画作品。カラー。東宝スコープ。94分。

## 概要
駅前シリーズの第14作。諏訪湖の近くでそれぞれ商売をし、妻の目を盗んでは他の女にうつつを抜かす亭主たちを中心とする人情コメディである。本作は長野県の南信地方を舞台としており、諏訪湖や岡谷駅近辺の風景が登場する。
助演は野川由美子、藤田まこと、津川雅彦。また、前作『喜劇 駅前大学』で学生役を務めていたサンダー杉山が、本作にもそば屋の客役で出演している。

## スタッフ
- 製作：佐藤一郎、金原文雄
- 脚本：長瀬喜伴
- 監督：佐伯幸三
- 撮影：黒田徳三
- 音楽：広瀬健次郎
- 美術：小島基司
- 照明：比留川大助
- 録音：長岡憲治
- スチル：長岡章
- 編集：諏訪三千男

## 出演者
- 森田徳之助：森繁久彌
- 伴野孫作：伴淳三郎
- 坂井次郎：フランキー堺
- 三井三平：三木のり平
- 山本久三：山茶花究
- 森田景子：淡島千景
- 伴野京子：乙羽信子
- 三井藤子：淡路恵子
- 大川由美：大空真弓
- 染子（ゴルフ芸者）：池内淳子
- 福丸（歌謡芸者）：松尾和子
- 菊子：野川由美子
- 南郷力丸：藤田まこと
- 高田先生：津川雅彦
- 冴子：有田双美
- 英吉（そば屋の小僧）：松山英太郎
- 常子：沢村貞子
- そば屋の客：杉山恒治（サンダー杉山）

## 同時上映
- 暴れ豪右衛門